# Gustav Schwarzenegger
Pour les articles homonymes, voir Schwarzenegger.
Gustav Schwarzenegger (17 août 1907 - 13 décembre 1972) est un chef de police autrichien (Gendarmeriekommandant), inspecteur postal et officier de police militaire.
Il est le père de la star d'Hollywood et ancien gouverneur de Californie, Arnold Schwarzenegger. Son fils a dénoncé le passé nazi de son père.

## Biographie

### Jeunesse
Fils de Cecelia (née Hinterleitner, 1878-1968) et de Karl Schwarzenegger, Gustav Schwarzenegger naît en Autriche-Hongrie le 17 août 1907. Passionné de musique, il se révèle être un grand sportif.

### Adhésion au NSDAP et à la SA
Selon des archives publiques conservées à Vienne et à Berlin, le Los Angeles Times relève en 2003 que Gustav Schwarzenegger avait adhéré au NSDAP le 1er mars 1938, deux semaines avant l'Anschluss. Ainsi, le 12 mars 1938, l'Autriche est annexée par le Reich allemand. Selon les archives du centre Wiesenthal, Gustav Schwarzenegger cherchait à rejoindre l'organisation avant l’annexion, qu'il rejoindra finalement qu’en janvier 1941. Il demanda également à rejoindre la Sturmabteilung (SA), branche paramilitaire du NSDAP, le 1er mai 1939, à l'époque où pogroms et déportations des Juifs autrichiens dans des camps étaient monnaie courante. En outre, les Juifs de Graz (ville natale de Schwarzenegger) étaient activement rassemblés et envoyés dans des camps de concentration. Les chemises brunes étaient une organisation chargée de leur persécution et de leur élimination, processus appelé aryanisation.

### Carrière militaire
Schwarzenegger a servi dans l'armée autrichienne de 1930 à 1937, atteignant le rang de commandant de section. En 1937, il est devenu agent de police. Enrôlé dans l'armée allemande en novembre 1939, il est promu Hauptfeldwebel (en) (équivalent de sergent chef) appartenant au bataillon 521 (Feldgendarmerie-Abteilung 521) de la Feldgendarmerie (elle-même intégrée dans la 4. Panzerarmee), unités de la police militaire rattachées à des unités de l'armée régulière pour contrôler la circulation, faire respecter la loi militaire et assurer la sécurité sur le champ de bataille, n'étant utilisées que pour contrôler des civils et les populations dans la zone de combat de l'armée allemande. Vers la fin de la guerre, ces unités ont également été utilisées pour imposer des mesures draconiennes à la fois aux civils « défaitistes » allemands et au personnel militaire. 
Schwarzenegger a pris part à l'invasion de la Pologne et de la France avant de partir sur le front russe et participer en 1942 à la bataille de Stalingrad, l'une des batailles les plus acharnées de la Seconde Guerre mondiale. Blessé au combat en URSS le 22 août 1942, il a été décoré de la Croix de Fer de première et deuxième classe pour acte de bravoure, de la médaille du front de l'Est et de l'insigne des blessés. Schwarzenegger semble avoir reçu beaucoup de soins médicaux. Il a d'abord été soigné à l'hôpital militaire de Łódź, mais d'après les registres, il aurait également souffert d'épisodes récurrents de paludisme, ce qui aurait entraîné sa démobilisation en février 1944. Jugé inapte au service actif, il revint à Graz, en Autriche, où il a été affecté à un poste d'inspecteur postal.
Un registre de la santé le décrit comme une « personne calme et de confiance, pas particulièrement hors pair » et évalue son intellect comme « moyen ». Pour Ursula Schwarz, historienne au centre de documentation sur la résistance autrichienne à Vienne, le parcours de Gustav Schwarzenegger fut celui d'un homme ordinaire de sa génération. Les archives du centre Wiesenthal indiquent que Gustav Schwarzenegger avait été blanchi de tout crimes de guerre, tout comme d'autres membres appartenant aux niveaux bas de la hiérarchie du parti nazi au terme d'une enquête, et que cette exonération lui avait permis de retrouver dès 1947 son emploi de gendarme. 

### Après-guerre et décès
Gustav Schwarzenegger épouse Aurelia Jadrny (2 juillet 1922 - 2 août 1998), femme au foyer. Le mariage a lieu le 5 octobre 1945 à Mürzsteg, Steiermark, en Autriche. Ils ont un premier fils, Meinhart en 1946. Le 30 juillet 1947, le couple a un deuxième fils, nommé Arnold.  Arnold dira que son père, porté sur l'alcool, violent, « ne l'aime pas, qu'il le trouve efféminé, pas assez garçon, pas assez intéressé par les filles ». Le 20 mai 1971, son premier fils meurt dans un accident de voiture, dépressif et ivre.
Gustav meurt le 13 décembre 1972 d'un accident vasculaire cérébral dans la ville de Weiz, Steiermark (Autriche), à l'âge de 65 ans, où il avait été transféré en tant que policier. Il est enterré dans le cimetière de la ville. Arnold n'assiste pas à ses funérailles. Dans le film Pumping Iron, il déclare qu'il n'a pas pu se rendre à l'enterrement de son père car il était alors en pleine période d'entraînement pour une grande compétition de culturisme. 
Aurelia Jadrny Schwarzenegger meurt d'une crise cardiaque à l'âge de 76 ans alors qu'elle visitait le cimetière de Weiz en 1998. Elle est enterrée aux côtés de son mari.
Des reportages sur les liens entre le National-Socialisme et Gustav sont apparus pour la première fois en 1990. En août 2003, le centre Simon Wiesenthal de Los Angeles a indiqué que dès 1990, Arnold avait personnellement demandé au centre d'enquêter sur le passé nazi de son père. Il s'est avéré qu'il n'avait aucun lien avec les nombreux crimes de guerre commis par la Schutzstaffel (SS). L’intérêt des médias refit surface lorsque Arnold se présenta aux élections de 2003 en tant que gouverneur de Californie.